# جانوس فيغيه
جانوس فيغيه (بالمجرية: Fejes János)‏ هو لاعب كرة قدم مجري، ولد في 9 مايو 1993 في Jászberény ‏ في المجر. شارك مع منتخب المجر تحت 19 سنة لكرة القدم. أما مع النوادي، فقد لعب مع نادي بودابست هونفيد.

## وصلات خارجية
- جانوس فيغيه على موقع قاعدة بيانات كرة القدم.إي يو (الإنجليزية)
- جانوس فيغيه على موقع Soccerway.com (الإنجليزية)